# Al-Kutajlibijja
Al-Kutajlibijja (arab. القطيلبية) – miasto w Syrii, w muhafazie Latakia. W 2004 roku liczyło 5566 mieszkańców.